# Royal Photographic Society
La Royal Photographic Society of Great Britain, comunemente nota come Royal Photographic Society (RPS), è un'organizzazione fotografica fra le più antiche del mondo. Fu fondata a Londra, in Inghilterra, nel 1853 come Photographic Society of London con l'obiettivo di promuovere l'arte e la scienza della fotografia, e nel 1853 ricevette il patrocinio reale dalla regina Vittoria e dal principe Alberto. La Duchessa di Cambridge è diventata Patron della Società il 25 giugno 2019, subentrando a Sua Maestà la Regina che era stata protettrice dal 1952.

## Storia
Nell'inverno 1851-1852, un comitato venne formato per discutere la possibilità di organizzare una società fotografica a Londra. La premessa fu una mostra di oltre 700 fotografie in una galleria della Society of Arts, che destò un grande interesse.
La "Royal Photographic Society" venne fondata, il 20 gennaio 1853, con il nome di The Photographic Society, "al fine di promuovere l'Arte e la Scienza della Fotografia". Nel 1874, venne rinominata "Photographic Society of Great Britain", e nel 1894 divenne "The Royal Photographic Society of Great Britain", con il beneplacito della regina Vittoria.
La società possiede un'enorme collezione di fotografie storiche, strumenti fotografici e libri, che venne depositata al National Media Museum di Bradford.

## Premi e riconoscimenti
Ogni anno la Società assegna una serie di premi ai fotografi e ad altri individui nella fotografia. Il destinatario riceve una medaglia.
Il più alto riconoscimento dell'RPS è la Progress medal, istituita nel 1878.

### Progress medal
La Progress medal viene riconosciuta come riconoscimento per qualsiasi invenzione, ricerca, pubblicazione o altro contributo che abbia portato a un importante progresso nello sviluppo scientifico o tecnologico della fotografia o dell'imaging in senso lato. Porta anche con sé una Honorary Fellowship of The Society.
I destinatari di questo riconoscimento sono stati:
- 1878 –  William de Wiveleslie Abney
- 1881 –  W. Willis
- 1882 –  Leon Warnerke
- 1883 –  William B. Woodbury
- 1884 –  Josef Maria Eder
- 1885 –  Josef Maria Eder
- 1890 –  William de Wiveleslie Abney
- 1891 –  James Waterhouse
- 1895 –  Peter Henry Emerson
- 1896 –  Thomas Rudolphus Dallmeyer
- 1897 –  Gabriel Lippmann
- 1898 –  Ferdinand Hurter e Vero Charles Driffield
- 1899 –  No award
- 1900 –  Louis Ducos du Hauron
- 1901 –  Richard Leach Maddox
- 1902 –  Joseph Wilson Swan
- 1903 –  Frederic Eugene Ives
- 1904 – Not awarded
- 1905 –  Paul Rudolph
- 1906 –  Pierre Jules César Janssen
- 1907 –  Sanger Shepherd
- 1908 –  John Sterry
- 1909 –  Antoine Lumière e figli Auguste e Louis
- 1910 –  Alfred Watkins
- 1911 –  Not awarded
- 1912 –  Henry Chapman Jones
- 1913 –  Charles Edward Kenneth Mees
- 1914 –  William Bates Ferguson
- 1915 –  André Callier
- 1916–1920 – Not awarded
- 1921 –  Frank Forster Renwick
- 1922 –  Not awarded
- 1923 –  Nahum Ellan Luboshez
- 1924 –  Alfred Stieglitz
- 1925–26 – Not awarded
- 1927 –  George Eastman
- 1928 –  Samuel E. Sheppard
- 1929 –  Olaf F. Bloch
- 1932 –  Hinricus Lüppo-Cramer
- 1935 –  Harold Dennis Taylor
- 1936 –  Arthur Samuel Newman
- 1944 –  Frances James Mortimer CBE
- 1946 –  John G. Capstaff
- 1947 –  Not awarded
- 1948 –  Loyd Ancile Jones
- 1949 –  John Eggert
- 1950 –  Louis Phillippe Clerc
- 1951 –  J. Dudley Johnston
- 1952 –  Charles Edward Kenneth Mees
- 1953 –  Marcel Abribat
- 1954 –  Julian Webb
- 1955 –  J. D. Kendall
- 1956 –  Not awarded
- 1957 –  Edwin Land
- 1959 –  Cecil Waller
- 1960 –  Edward Steichen
- 1961 –  André Rott
- 1962 –  Frances M. Hamer
- 1963 –  Leopold Godowsky Jr. and Leopold Mannes
- 1964 –  Harold Eugene Edgerton
- 1965 –  Walter Clark
- 1966 –  L. Fritz Gruber
- 1967 –  E. R. Davies
- 1968 –  Konstantine Vladimirovich Chibosov
- 1969 –  Laurence E. Hallett
- 1970 –  W. F. Berg
- 1971 –  Edward William Herbert Selwyn
- 1972 –  Hellmut Frieser
- 1973 –  T. Howard James
- 1974 –  Man Ray
- 1975 –  Beaumont Newhall
- 1976 –  W. T. Hanson Jr.
- 1977 –  Stephen Dalton
- 1978 –  Photographic Technology Division NASA
- 1979 –  Bill Brandt
- 1980 –  Oxford Scientific Films
- 1981 –  Norman Parkinson
- 1982 –  Sue Davies
- 1983 –  R. W. G. Hunt
- 1984 –  Tom Hopkinson
- 1985 –  Lord Snowdon
- 1986 –  Yuri Denisyuk
- 1987 –  Roy Jeffreys
- 1988 –  David Hockney
- 1989 –  Eric Hosking
- 1990 –  Tadaaki Tani
- 1991 –  John Szarkowski
- 1992 –  G. Farnell
- 1993 –  Lennart Nilsson
- 1994 –  John Wesley Mitchell
- 1995 –  Thomas Knoll e John Knoll
- 1996 –  Paul B. Gilman
- 1998 –  Emmett N. Leith
- 1999 –  Leo J. Thomas
- 2000 –  A. Zaleski
- 2001 –  C. T. Elliott
- 2002 –  Brad B. Amos e John G. White
- 2003 –  Tim Berners-Lee
- 2004 –  Eric R. Fossum
- 2005 –  Carver Mead, Richard F. Lyon, Richard B. Merrill
- 2006 –  Ferenc Krausz
- 2007 –  Larry J. Hornbeck PhD
- 2008 –  David Attenborough
- 2009 –  Bryce E. Bayer
- 2010 –  Nobukazu Teranishi
- 2011 –  Rodney Shaw
- 2012 –  Steven J. Sasson
- 2013 –  Paul B. Corkum
- 2014 –  Tim Webber
- 2015 –  George E. Smith
- 2016 –  Palmer Luckey
- 2017 –  Michael Francis Tompsett
- 2018 –  Jacques Dubochet, Joachim Frank, Richard Henderson